# Hélène Matte
Pour les articles homonymes, voir Matte.
Hélène Matte est une poète et artiste multidisciplinaire québécoise.

## Biographie
Détentrice d'une maîtrise en arts visuels, Hélène Matte complète également un doctorat en littérature, arts de la scène et de l'écran à l'Université Laval. Les thèmes centraux de ses recherches sont les notions de voix, de rencontres ainsi que  de poésies expérimentales,.
Elle est membre du groupe ZumTrobaR, formé en 2016, un hommage à Paul Zumthor réalisé en collaboration avec le multi-instrumentiste Michel Côté. 
Poète et artiste multidisciplinaire (peintre, estampière, performeuse), la démarche artistique de Hélène Matte allie l'oralité à la vidéo, l'écriture au dessin ainsi que la création à l'action. On dit que  « ses dessins sont anthropologiques et touchants [et que] ses textes sont émouvants et teintés d'humour ». On retrouve également sa poésie sous forme d'enregistrements de vidéopoésie et de performances.
Elle réalise notamment un CD de poésie électroacoustique suivi d'un spectacle qui s'intitulent tous les deux : Chansons dégoulinantes et poèmes acculés au pied du mur (2003) en plus de travailler à la réalisation de son deuxième stand up, VOYAGE VOYAGE (2007),.
Matte est également travailleuse culturelle, directrice artistique, commissaire, coordonnatrice, médiatrice culturelle ainsi que critique d’art. Coordonnatrice du projet de médiation culturelle « Apprentis poètes! » (2011), elle assure notamment la direction de la publication qui en résulte s'intitulant Apprentis poètes!, enfants du Pignon bleu et poètes intervenants (Planète rebelle, 2013). En 2019, elle publie Une Babel de pierres vives (2019) issu du projet multidisciplinaire ZumTrobaR.

### Slam
Poète de la vocalité, active sur la scène du slam, Hélène Matte participe à la finale provinciale du mouvement Slam au Québec (2007) en plus de participer à des stand-ups poétiques au Canada, en Europe et dans les Amériques. Elle est active sur la scène artistique tant au Québec qu'à l'international,,.
Hélène Matte donne également de nombreuses conférences et ateliers portant notamment sur le Slam de la poésie orale, la performance ainsi que le dessin.

### Cinéma
Hélène Matte est également la réalisatrice et productrice du moyen-métrage Salut, Gadou!, qui remporte plusieurs prix dans de nombreux festivals à l'internationale.

## Œuvres

### Poésie
- Lever du jour sur Kinshasa, livre CD Montréal, Planète Rebelle, 2008, n.p. (ISBN 978-2-922528-87-9)
- En berne et autres turpitudes, Québec, Tremplin d'actualisation de poésie, 2018, n.p. (ISBN 9782981747402)
- Une Babel de pierres vives, Montréal, Planète Rebelle, 2019, 1 vol. (ISBN 9782924797617)
- Des supports fragiles, Lisieux, Dadasco Éditions, 2019, 35 p.  (ISBN 978-2-907121-17-0)
- Quel océan, Québec : Hélène Matte, hyperprod, 2020, n.p. (ISBN 9782981890917)

### Films
- Mon oeil au beurre noir canada, [vidéopoésie], 2016, 2 min[11]
- Offre d'emplois, [vidéopoésie], 2017, 6 min[12]
- Bla-bla, [vidéopoésie], 2018, 27 s[13]
- Le mouton noir (The Black Sheep), [vidéopoésie], 2020, 2 min[14]
- Le Gigot (The Lamb), [vidéopoésie], 2021, 4 min[15]
- Le pré (In the meadow), [vidéopoésie], 2021, 7 min[16]
- Salut, Gadou!, co-réalisation, [vidéo], Canada, 2021, 38 minutes[10]
- L'Échappée de papa, (Dad's espace), [vidéopoésie], 2022, 8 min[17]

### Scénario
- FATTA, Alexandre, La fable de la fille du berger, [vidéopoésie], 2022, 3 min[18]

### Disque
- Supports fragiles, [enregistrement sonore], 2016[19]

## Performances
- 2003 : Chansons dégoulinantes et poèmes acculés au pied du mur, poésie-spectacle présenté au Complexe Méduse[20]
- 2020 : Quel océan, récital multidisciplinaire présenté à la Coopérative Méduse[21]

## Expositions
- 2016 : Vies de quartier, présentée à la Maison de la Littérature[22]
- 2017 : Adieu la photographie !, présentée à la Maison Hamel-Bruneau[23]
- 2017 : La ville affrontée, exposition présentée sur la rue du Pont, à Québec[24]

## Prix et honneurs
- 2005 : Récipiendaire du Prix littéraire montréalais Arcade-au-féminin (pour le poème-titre de Lever du jour sur Kinshasa)[6],[25]
- 2006-2007 : Récipiendaire du Prix Videre pour le spectacle VOYAGE-VOYAGE[26]
- 2014 : Récipiendaire du Prix d'excellence des arts et de la culture - Prix du rayonnement international[27],[28]
- 2021 : Récipiendaire du Prix d'excellence des Arts et Culture de L'Institut canadien de Québec[29]
- 2022 : Récipiendaire du Prix Intergénérations Québec pour Salut Gadou![10]
- 2022 : Récipiendaire du trophée Youth Sunrise Trophy, Better World Film Festival, Munich[30]
- 2022 : Récipiendaire du prix du Cotswold Festival, Angleterre[30]
- 2022 : Finaliste au Bridge of Peace, Paris[30]
- 2022 : Nomination au Social Change Film Festival, Atlanta / Chicago[30]
- 2022 : Nomination au Festival du Film Indépendant de Montréal[30]
- 2022 : Demi-finaliste au Courage Film Fest, Berlin[30]
- 2023 : Récipiendaire du Spotlight Film Award, Atlanta pour Salut Gadou![30]